# هجمات مومباي 2008
هجمات نوفمبر 2008 في مومباي العاصمة الاقتصادية لجمهورية الهند، هي مجموعة من الهجمات المسلحة شبه المتزامنة بدأت أحداثها ليل الأربعاء 26 نوفمبر 2008، قامت بها مجموعات من المسلحين على عدد من الفنادق الفاخرة والمطاعم الشهيرة والمستشفيات ومحطات القطارات المكتظة في المدينة التي يزيد عدد سكانها عن 13 مليون نسمة، ممّا تسبّب في مقتل 195 شخص، وجرح مئات آخرين واحتجاز عدّة سياح أجانب،  وذكر مسؤولون أَنَّ من بين القتلى في الهجمات «هيمانت كاركاري» رئيس قسم مكافحة الإرهاب في شرطة مومباي. واستمرت العمليات الأمنية ضد المهاجمين الذين تحصّنوا في عدد من المواقع بينها مركز يهودي وفندق تاج محل حتى أعلنت الشرطة الهندية السبت 29 نوفمبر 2008 انتهاء حالة «حصار مومباي».
من بين المواقع التي استهدفتها الهجمات «فندق برج وقصر تاج محل» الشهير في المدينة والذي يعتبر من أهم معالمها، والذي شوهدت سحابة ضخمة من الدخان الأسود والنيران التي اندلعت فيه، بعد إلقاء المهاجمين عدد من القنابل داخله وحوله، ثم قاموا باحتجاز مجموعة من الرهائن في الفندق، كذلك «فندق أوبروي ترايدنت» الفخم في المدينة الذي حاول الجيش الهندي اقتحامه.، إلا أن مجموعة من الرهائن لا تزال محتجزة بداخله. وشملت الهجمات محطة شاهترابتي شيفاجي المركزية (فيكتوريا سابقا) للقطارات والتي تعد من معالم المدينة.
ومن بين المواقع التي استهدفت مجمع سكني هو «ناريمان هاوس» حيث يقطن مجموعة من اليهود والإسرائيليين، ويوجد بداخله مركز ثقافي يهودي حيث قتل المسلحون اثنان في شقتهم إضافة إلى فتى مراهق قضى عندما قفز من شقّته، كما احتجز عدد من الرهائن في المبنى بينهم حاخام وزوجته. فيما ظل مسلحون يحتجزون رهائن داخل المركز لتنتهي العملية في 28 نوفمبر باقتحام قوات كوماندوز هندية المركز وقتل مسلحين اثنين في حين عثرت على 5 رهائن داخل المركز قتلى. وكانت وسائل إعلام إسرائيلية قد نقلت رفض الهند لمساعدة عسكرية عرضت تقديمها إسرائيل لغرض تحرير الرهائن المحتجزين في مومباي، حيث ذكر أن وزارة الدفاع الإسرائيلية أن طائرة خاصة كانت جاهزة للإقلاع إلى الهند لهذا الغرض، إلا أنَّ نيودلهي رفضت العرض.
وصرَّح رئيس وزراء ولاية مهاراشترا الهندية أن قوات الشرطة الهندية «قتلت رميا بالرصاص أربعة إرهابيين ونجحت في اعتقال تسعة يشتبه بأنّهم إرهابيون».

## مواقع الهجمات
| الموقع                      | نوع الهجوم                               |
| --------------------------- | ---------------------------------------- |
| محطة قطار تشاتراباتي شيفاجي | إطلاق نار; هجوم بالقنابل.                |
| مقر شرطة جنوب مومباي        | إطلاق نار.                               |
| مقهى ليوبولد                | إطلاق نار.                               |
| فندق تاج محل                | إطلاق نار; ست تفجيرات، احتجاز رهائن      |
| فندق اوبروي ترايدنت         | إطلاق نار; انفجارات; احتجاز رهائن; حريق. |
| سينما مترو ألدابس           | إطلاق نار من سيارة شرطة مسروقة           |
| مستشفى كاما                 | إطلاق نار; احتجاز رهائن.                 |
| مركز تشاباداليهودي          | حصار; إطلاق نار; احتجاز رهائن.           |
| مقاطعة بارلي، شمال مومباي   | سيارة مفخخة.                             |
| موانئ مازاغان               | تفجير                                    |

## تسلسل الأحداث

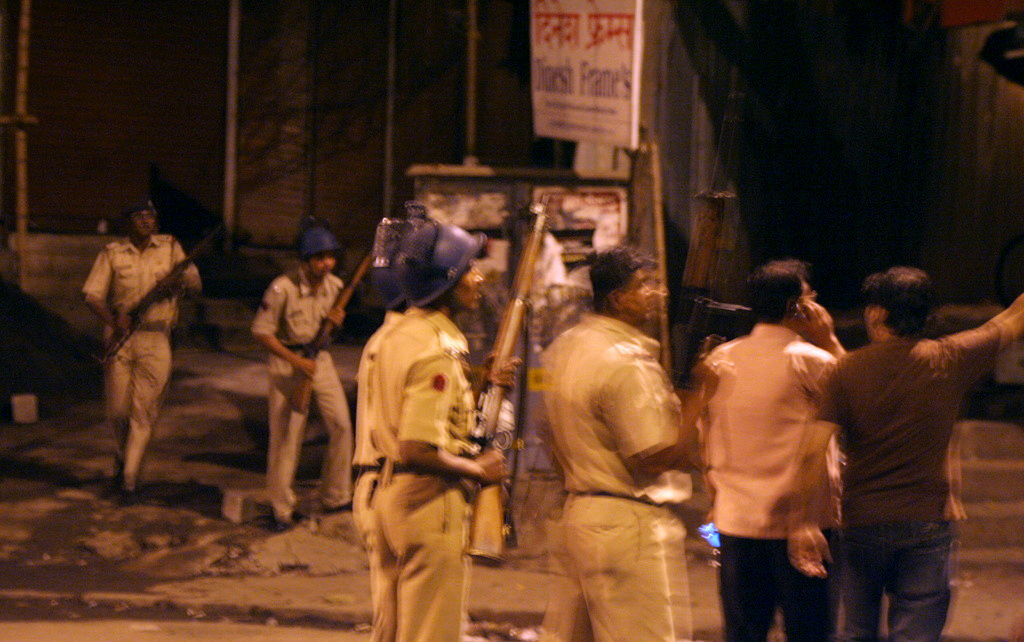
الشرطة تبحث عن ارهابيين خارج كولابا

عانت الهند في السنوات الأخيرة من موجة من التفجيرات، ومومباي كانت هدفا للعديد من تلك التفجيرات. ويعتقد بأن بعض هؤلاء الإرهابيين قد دخلوا المدينة بحرا بواسطة القوارب المطاطية والتي تحملها السفن الكبيرة الراسية خارج الميناء.
أحد تلك الأحداث تم تفصيلها كالتالي: بتاريخ 26 نوفمبر وفي الساعة 8:10 مساء بالتوقيت المحلي الهندي، 8 شبان في قارب ومعهم عدد من الحقائب الكبيرة رسوا بجوار حي كوفي باراد، وتم انزال 6 من هؤلاء الرجال بينما أكمل الباقي إبحارهم بجوار الساحل. وقد سألهم الأهالي عن مهنتهم وماذا يفعلون هنا، فردت المجموعة بأنهم طلبة. بالساعة 8:30 مساء كان هناك حدث آخر يحصل في حي كولابا، عندما ترجل عشرة أشخاص يتكلمون الأردو من على قواربهم المطاطية بالساحل. وأفيد بأنهم طلبوا من الصيادين الماراثيين بأن يهتموا بأعمالهم قبل أن يتفرقوا إلى مجموعتين، وقد أبلغ الصياديون الشرطة التي لم تعط للموضوع أهمية.
بدأت سلسلة الهجمات حوالي الساعة 9:30 عندما دخلت مجموعتين مسلحتين ببنادق كلاشينكوف قاعة الركاب لمحطة شاترابتي شيفاجي المركزية للقطارات واطلقوا النار وألقوا القنابل اليدوية، مما تسبب بمقتل 50 شخصا، فر بعضهم ليتوجهوا إلى «مستشفى كاما الخيري» للنساء والأطفال حيث أطلقوا النيران عشوائيا داخل المستشفى، لتصل قوات الأمن ويقتل في المواجهات رئيس قسم مكافحة الإرهاب في شرطة مومباي واثنين من مساعديه. وقد حجز اثنان من الإرهابيين 15 شخصا كرهائن من بينهم 7 أجانب داخل فندق تاج محل.

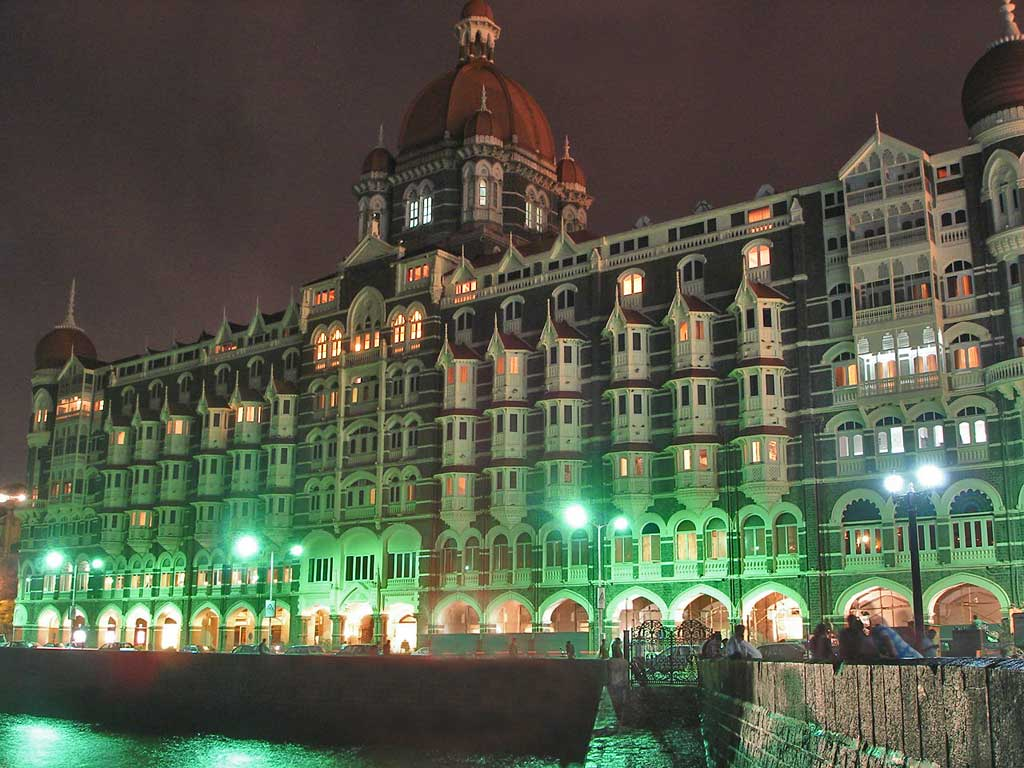
واجهة فندق تاج محل حيث تم احتجاز الرهائن

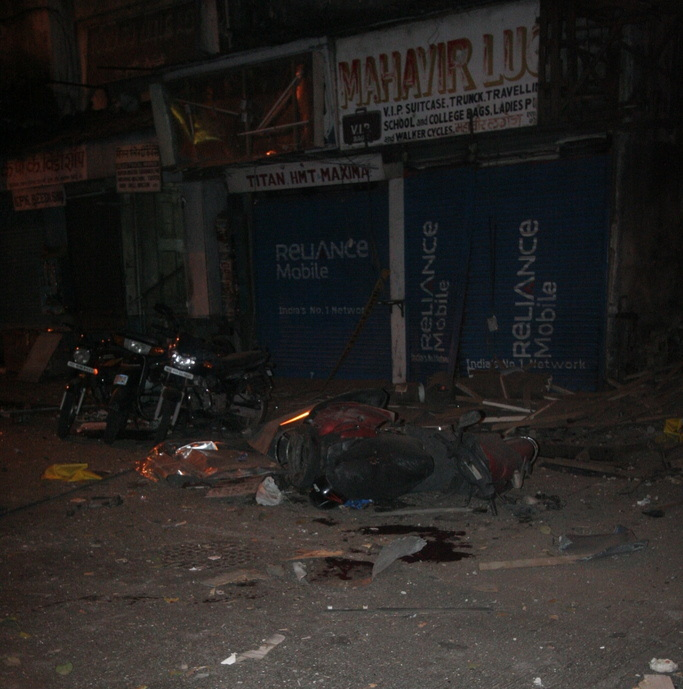
دراجات نارية وقد خضبت بالدماء

بالساعة 11 مساء أعلنت سي أن أن بأن وضع الرهائن في فندق تاج محل قد تم حله وقالت نقلا عن رئيس شرطة ولاية ماهاراشترا بأن جميع الرهائن قد تم تحريرهم. ولكن تم الإبلاغ لاحقا بأنه لايزال هناك رهائن داخل الفندق. وأيضا هناك 40 شخصا احتجزوا كرهائن في فندق أوبروي ترايدنت. وأفادت التقارير بحصول 6 انفجارات في فندق تاج محل بينما انفجار واحد في فندق أوبروي. ثم قالت التقارير بأن فندق تاج محل أصبح تحت سيطرة الحكومة بالكامل في الساعة 4:22 صباحا وأن الكوماندوز الهندي قتلوا اثنان من المسلحين بداخل فندق أوبروي وتمت السيطرة على المبنى.
كلا الفندقين كانا محاصرين وتحت مرمى النار لقوات التدخل السريع الهندية وأفراد الجيش. وقد تم إرسال 400 من الكوماندوز و300 من قوات الحرس الوطني وما بين 36~100 من كوماندوز البحرية إلى هذا المكان. وأظهرت تقارير من الارهابيين يرون مايحصل بالخارج من خلال ما تبثه محطات التلفزيون. وقد تم قطع قنوات التغذية عن الفنادق. جميع الإرهابيين تم إخراجهم من تاج محل، والشرطة والمطافيء يحاولون جهدهم لإنقاذ مايربو من 50 شخصا محاصرون بالداخل. بعض التفجيرات الصغيرة قد تمت إفادتها في حي فايل بارلي وهجوم بالقنابل اليدوية في حي سانتا كروز. وأيضا ذكر بحصول تفجيرين في حي شارع نبيان سي جنوب مومباي. وقطارات ضواحي مومباي بالسكك الغربية استمرت تعمل بينما علق العمل بسكك المركزي. واستمر حصول تفجيرات في فندق اوبروي فيما لايزال الحصار عليه مستمرا.

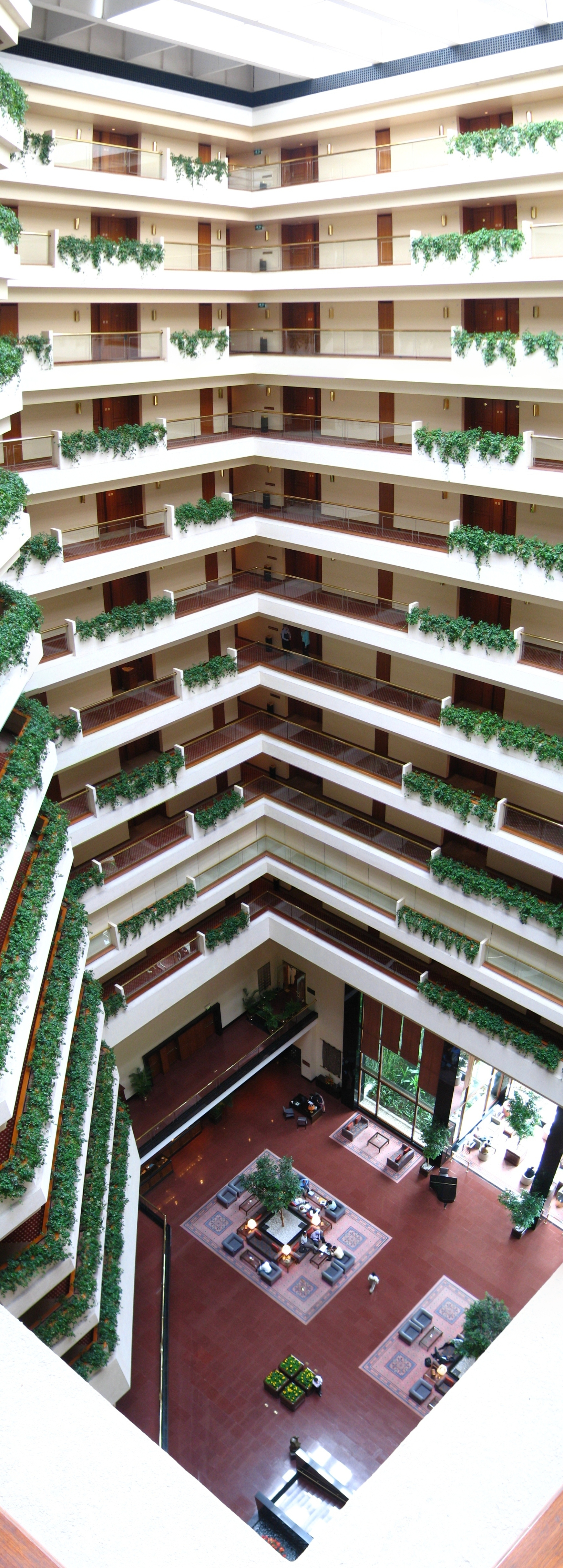
منظر داخلي لفندق اوبروي حيث يحتجز به 40 من الرهائن

مجموعة من أعضاء البرلمان الأوروبي من لجنة التجارة الدولية كانوا بفندق تاج محل لحظة تعرضه للهجوم. عضو حزب المحافظين والبرلمان الأوروبي سجاد كريم (والذي كان بردهة الفندق عندما بدأ المسلحون بإطلاق النيران هناك) وعضو الحزب الديمقراطي الاجتماعي الألماني والبرلمان الأوروبي ايريكا مان وهما آخر من اختبئا بأماكن متفرقة بالفندق. وكان من الحضور عضو البرلمان الأوروبي الإسباني ايجناسي جواردانس والذي تحصن بغرفته عضو المحافظين بالبرلمان الأوروبي سيد كمال صرح قائلا بأنه وأصحابه من باقي أعضاء البرلمان كانوا قد تركوا الفندق وخرجوا إلى فندق مجاور قبل حصول الهجوم بقليل. وقال كمال أيضا بأنه يعتقد أن العضو الأسباني جان ماسيل قد يكون نائما بغرفته عند وقوع الهجوم. ولم يترك غرفته لفترة طويلة حتى قرر بالآخر الخروج بأمان من الفندق. وقال كمال وجواردانس بأن مساعد العضو الهنغاري قد اصيب.
ومن الذين أصيبوا من الحادث رئيس منطقة مدريد اسبرانزا اجيرا عندما نزل فندق أوبروي للتو. وعضو البرلمان الهندي لمنطقة كيرلا عندما كان يتناول العشاء بمطعم داخل تاج محل.
صحيفة النيو يورك تايمز أفادت بأن الإرهابيين قد امسكوا بعدة رهائن في ناريمان هاوس في كولابا حيث المعبد اليهودي. وقد أفيد بأن الحاخام اليهودي وزوجته مع بعض الرهائن قد قتلوا داخل المعبد.

### الدخول للهند
| التاريخ   | الوقت المقدّر (+0530 UTC) | الحدث |
| --------- | ------------------------ | --- |
| نوفمبر 21 | المساء                   | عشرة إرهابيين يغادرون كراتشي في قارب ويسافرون في رحلة لمدة 38 ساعة، وهم لايزالون غير مكشوفين من قبل القوات الهندية. |
| نوفمبر 22 |                          | كل من الرجال العشر قد أعطي من 6 إلى 7 مخازين أسلحة لكل واحدة 30 طلقة. بالإضافة إلى 400 طلقة غير معبئة في مخزون الأسلحة، 8 قنابل يدوية، وواحدة من AK-47 بندقية هجوم، مسدس ذاتي التعبئة، بطاقات ائتمان ومؤونة من الفواكه الجافّة. |
| نوفمبر 22 |                          | جماعة منفصلة تقوم بالدخول لفندق تاج محل مع ذخائر وأسلحة. |
| نوفمبر 23 |                          | الإرهابيون يقومون بخطف قارب لصيد السمك، الـ Kuber، ويقتلون أربع صيادين ثم يأمرون القبطان بالإبحار إلى الهند. |
| نوفمبر 26 |                          | يصلون بعد عبور أربعة آميال بحرية (7 كيلومترات) ثم يقتلون القبطان. ثم يصلوا إلى ثلاثة قوارب قابلة للنفخ ويصلوا إلى «كولبا جيتي» في الغبار.                                                                                      |
| نوفمبر 26 |                          | الرجال العشرة يخرجون إلى حديقة بادوار، كافي بارادي، على بعد ثلاثة شوارع من مجمع «ناريمان هاوس». |
| نوفمبر 26 |                          | أربعة من الرجال يدخلوا إلى فندق تاج محل، واثنان يدخلون إلى فندق اوبروي ترايدنت، واثنان أخران يدخلون مجمع ناريمان هاوس، والرجالان الآخران، عزّام وإسماعيل، يأخذوا سيارة أجرة «تشاتاباراتي شيفاجي تيرمينوس».                      |

### في فندق تاج محل وفندق البرج
المصادر: NDTV, Evening Standard, and بي بي سي
| التاريخ      | الوقت المقدر (+0530 UTC) | الحدث |
| ------------ | ------------------------ | --- |
| نوفمبر 26    | 11:00 م                  | الإرهابيون يدخلون فندق تاج محل.                                                                                           |
| نوفمبر 27    | 12:00 ص                  | شرطة مومباي تقوم بالإحاطة بالفندق.                                                                                        |
| نوفمبر 27    | 01:00 ص                  | انفجار كبير في وسط الفندق «سنترال دوم»، ثم تشتعل النيران في المبنى.                                                       |
| نوفمبر 27    | 02:30 ص                  | الجنود المسلحين يصلون في شاحنتين ويدخلون الردهة الأمامية. النار تصل إلى الطابق الأعلى.                                    |
| نوفمبر 27    | 03:00 ص                  | وصول فرق المطافئ. صوت إطلاق الرصاص يسمع من داخل الردهة وفي المبنى الأثري.                                                 |
| نوفمبر 27    | 4:00 ص                   | رجال الإطفاء ينقذون الناس بواسطة السلالم. إجلاء أكثر من 200 شخص.                                                          |
| نوفمبر 27    | 4:30 ص                   | تم إبلاغ الإرهابيين بالانتقال من «سنترال دوم» إلى المبنى الجديد.                                                          |
| نوفمبر 27    | 5:00 ص                   | وصول فرق المتخصصين بالقنابل وجنود عساكر. الشرطة تكثف من الضغط.                                                            |
| نوفمبر 27    | 5:30 ص                   | ضبط النيران لكن الإرهابيين يتحصنون مع 100 إلى 150 رهينة.                                                                  |
| نوفمبر 27    | 6:30 ص                   | قوّات الأمن تقول أنها جاهزة للتلاقي.                                                                                       |
| نوفمبر 27    | 8:00 ص                   | إخراج الناس من الردهة. |
| نوفمبر 27    | 8:30 ص                   | إخراج 50 شخص آخر من نادي تشامبرز.                                                                                         |
| نوفمبر 27    | 9:00 ص                   | المزيد من الطلقات النارية، تم إبلاغ المزيد من الناس بالبقاء في الداخل.                                                    |
| نوفمبر 27    | 10:30 ص                  | الإبلاغ عن معركة بالأسلحة من داخل الفندق.                                                                                 |
| نوفمبر 27    | 12 ظ                     | إخلاء خمسين شخص. |
| نوفمبر 27    | 4:30 م                   | الإرهابيون يطلقون النار على غرفة في الدور الرابع.                                                                         |
| نوفمبر 27    | 7:20 م                   | وصول المزيد من عساكر قوات حراس الأمن الوطني، ويدخلوا الفندق.                                                              |
| نوفمبر 27    | 11:00 م                  | استمرار العمليات. |
| نوفمبر 27    | 2:53 م                   | وجود ستة قتلى. |
| نوفمبر 27–28 | 2:53 م – 3:59            | انفجار عشرة قنابل يدوية.                                                                                                  |
| نوفمبر 28    | 3:00 م                   | مشاة البحرية الأمريكية تستحوذ على المتفجرات المتبقية في فندق تاج محل.                                                     |
| نوفمبر 28    | 4.00 م                   | الكشف عن 12 إلى 15 قتيل من قبل القوات البحرية.                                                                            |
| نوفمبر 28    | 7:30 م                   | وجود طلقات نارية وقنابل في الفندق غير مستخدمة.                                                                            |
| نوفمبر 28    | 8:30 م                   | الإبلاغ عن وجود إرهابي متبقي في الفندق.                                                                                   |
| نوفمبر 29    | 3:40 ص – 4:10 ص          | الإبلاغ عن خسمة قنابل في فندق تاج محل.                                                                                    |
| نوفمبر 29    | 5:05 ص                   | تقدير معدّل عن وجود إرهابي متبقي.                                                                                          |
| نوفمبر 29    | 07:30 ص                  | إطلاق نار عنيف في الدور الأول. ودخّان أسود يخرج من الدور الثاني. سماع طلقات نارية بشكل متردد — وجود معركة نارية بشكل واضح. |
| نوفمبر 29    | 08:00 ص                  | القوات الهندية تبلغ بأن الفندق تحت السيطرة مع ذلك تتم مواصلة البحث من غرفة لأخرى. الناس يحتفلون في الشوارع.               |

### في فندق أوبروي ترايدنت
| التاريخ   | الوقت المقدر | الحدث |
| --------- | ------------ | --- |
| نوفمبر 27 | 6 ص          | وصول قوات حرس الأمن الوطني، تجتاح الفندق.                                                                                |
| نوفمبر 27 | 8:40 ص       | سماع دوي إطلاق نيران، وصول القوات المختصة والضباط وتأخذ أماكنها.                                                         |
| نوفمبر 27 | 1:30 م       | قنبلتان صغيرتان. دخول الإمدادت العسكرية للمبنى.                                                                          |
| نوفمبر 27 | 3:25 م       | إنقاذ بعض من الرهائن الأجانب.                                                                                            |
| نوفمبر 27 | 5:35 م       | وصول أفواج السيخ، وجود معركة نارية عنيفة.                                                                                |
| نوفمبر 27 | 6 م          | 27 الرهائن يخرجون من مبنى الخطوط الهندية، أخذ أربعة أجانب إلى المستشفى.                                                  |
| نوفمبر 27 | 6:45 م       | سماع صوت انفجارات. والاشتباه بإصابة إثنين من حرس الأمن الوطني، و25 عسكري. إنقاذ المزيد من الناس، ما مجموعه 31.           |
| نوفمبر 27 | 7:10 م       | القبض على إرهابي واحد.                                                                                                   |
| نوفمبر 27 | 7:25 م       | اندلاع النيران في الطابق الرابع.                                                                                         |
| نوفمبر 27 | 11 م         | استمرار العمليات. |
| نوفمبر 28 | 10 ص         | إجلاء المزيد من الرهائن من مبنى ترايدنت.                                                                                 |
| نوفمبر 28 | 3:00 م       | انتهاء العملية في فندق أوبروي، وجود 24 جثة. إنقاذ 143 رهينة على قيد الحياة. مقتل إرهابيين إثنين عن طريق الطلقات الناريّة. |

### في ناريمان هاوس
| التاريخ   | الوقت المقدر | الحدث                                                                        |
| --------- | ------------ | ---------------------------------------------------------------------------- |
| نوفمبر 27 | 7 ص          | الشرطة قوم بإخلاء المباني المجاورة.                                          |
| نوفمبر 27 | 11 ص         | طلقات نارية بين الإرهابيين والشرطة; إصابة إرهابي واحد.                       |
| نوفمبر 27 | 2:45 م       | الإرهابييون يقومون بإلقاء قنابل يدوية تجاه زقاق مجاور; دون وقوع إصابات.      |
| نوفمبر 27 | 5:30 م       | وصول قوات حرس الأمن الوطني، طوافة بحرية تقوم بعملية مسح جوّي.                 |
| نوفمبر 27 | 11 م         | استمرار العمليات.                                                            |
| نوفمبر 27 | 12 م         | إنقاذ 9 رهائن في الدور الأول.                                                |
| نوفمبر 28 | 7:30 ص       | إنزال جوي لقوات حرس الأمن الوطني في مجمع «ناريمان هاوس» السكني.              |
| نوفمبر 28 | 7:30 م       | الجنود يجدون الـ 6 رهائن بالإضافة إلى رابي وزوجته مقتولين على يد الإرهابيين. |
| نوفمبر 28 | 8:30 م       | قوات حرس الأمن الوطني تصرح بانتهاء العملية، مقتل 2 إرهابيين.                 |

## الضحايا
| الجنسية    | قتيل  | مصاب  |
| ---------- | ----- | ----- |
| هنود       | + 140 | + 257 |
| إسرائيليين | 9     | -     |
| أمريكيون   | 4     | 4     |
| ألمان      | 3     | 3     |
| أستراليون  | 2     | 2     |
| كنديون     | 2     | 2     |
| فرنسيون    | 2     | -     |
| بريطانيون  | 1     | 7     |
| إسباني     | -     | 2     |
| يابانيون   | 1     | 1     |
| يونانيون   | 1     | -     |
| إيطاليون   | 1     | -     |
| أردني      | 1     | -     |
| سنغافوري   | 1     | -     |
| ماليزي     | 1     | -     |
| موريشيوسي  | 1     | -     |
| مكسيكي     | 1     | -     |
| تايلاندي   | 1     | -     |
| عماني      | -     | 2     |
| صيني       | -     | 1     |
| فلبيني     | -     | 1     |
| فنلندي     | -     | 1     |
| نرويجي     | -     | 1     |

وصل عدد الضحايا حسب بعض الوكالات إلى 151 قتيلا ونحو 327 جريحا، من بين الجرحى عدة أجانب، في حين أن من بين القتلى ومعظمهم من الهنود 81 مدنيا هنديا و14 رجل شرطة وأجانب بينهم حملة جنسيات من أستراليا ألمانيا ماليزيا فرنسا إيطاليا اليابان والأردن.

## مسؤولية الهجمات
ذكرت الصحيفة الهندية الناطقة بالإنكليزية ذي تايمز أوف إنديا "The times of india" أن منظمة مجهولة أطلقت على نفسها «ديكان مجاهدين» (بترجمة عن السنسكريتية مجاهدين الجنوب) تبنت الهجمات في بيان وزعته على عدد من الصحف ووكالات الأنباء. كما يعتقد قادة أجهزة الأمن في الهند والولايات المتحدة الأمريكية أن تنظيم «ديكان مجاهدين» المجهول والذي تبنى الهجمات قد يكون على علاقة بتنظيمين آخرين نفذا سابقا عددا من الهجمات في الهند، وهما تنظيم المجاهدون الهنود وتنظيم لشكر طيبة.
وصفت عدد من وكالات الأنباء المسلحين الذين قاموا بالهجمات الدموية على عدة مرافق خدمية وسياحية في مومباي بـ«الإسلاميين المتشددين»،  كما أن شهود عيان ذكروا أن المهاجمين الذين استهدفوا فندق تاج محل بلاس أند تاور كانو يبحثون عن حملة جوازات السفر البريطانية والأمريكية، ماقد يشير إلا توجهات المهاجمين المؤيدة أو المتعاونة مع تنظيم القاعدة.

## ردود أفعال
في خطاب متلفز وجهه للأمة الهندية قال رئيس الوزراء الهندي مانموهان سينغ «...الهجمات المخطط لها جيدا والمنسقة جيدا لها على الارجح صلات خارجية وهي تستهدف خلق جو من الإرهاب باختيار أهداف بارزة...»
وأدانت الهجمات العديد من الجهات الدولية من بينها الرئيس الأمريكي المنتخب باراك أوباما حيث نقل عن المتحدث باسم أوباما قوله «هذه الهجمات المنسقة على المدنيين الأبرياء تبين الخطر الفادح والملح للإرهاب. ويجب على الولايات المتحدة أن تواصل تقوية شراكاتنا مع الهند والدول في شتى أنحاء العالم لاستئصال شبكات الإرهاب وتدميرها».
تسببت الهجمات في خسائر في اقتصاد الهند الذي يعد من أسرع الاقتصادات الأسيوية نموا، فقد تم اغلاق بورصة بومباي خوفا من حدوث هبوط كبير في البورصة في الوقت الذي تأثر فيه الاقتصاد الهندي
من تبعات أزمة الإتمان العالمية، كما يخشى من انخفاض كبير في قيمة الروبية الهندية، كما باع الأجانب العديد من أصولهم في السوق الهندي تأثرا بعدد من الأحداث الإرهابية التي وقعت في عدد من المدن الهندية في السنوات القليلة الماضية. كما تم اغلاق المدارس وفرض اجراءات أمنية مشددة حول عدد من المواقع الحيوية.
سبق للهند أن شهدت عددا من عمليات التفجير في عدد من مدنها استهدفت في بعضها مؤسسات حكومية مثل البرلمان الهندي في حين استهدف البعض الآخر عدد من الأهداف المدنية.[بحاجة لمصدر]
وفي وقت سابق من شهر نوفمبر الذي وقعت فيه هذه الهجمات شهدت مدينة حيدر آباد الهندية مؤتمرا للمسلمين في الهند حضره 6000 رجل دين وعالم وقادة إسلاميين هنود خلص إلى أن «مصطلح الجهاد لا ينطبق على الأعمال الإرهابية، وأن الإرهاب يقوم على التدمير». كما أكد حضور المؤتمر المسلمين أن «الإسلام يدين كل أنواع سفك الدماء وقتل الأبرياء لأسباب ذاتية وتحقيق مكاسب سياسية».
ونتيجة لاتهامات ومطالبات من قيادات المعارضة وأوساط الرأي العام واجهتها الحكومة الهندية التي يتزعمها حزب المؤتمر الهندي على خلفية اخفاقها في صد الهجمات، فقد استقال وزير الداخلية الهندي شيفراز باتيل، كما قدم مستشاره للأمن الداخلي استقالته، وقبل رئيس الوزراء الهندي مانموهان سينغ استقالة شيفراز باتيل، إلا أنه رفض استقالة مستشار الأمن القومي. كما عرض رئيس وزراء ولاية مهاراشترا الذي ينتمي أيضا لحزب المؤتمر الاستقالة «...إذا كانت مسؤولية الهجمات ستلقى على عاتق رئيس وزراء الولاية..» كما صرح في مؤتمر صحفي.
ولاحقا وبعد أيام من الهجمات المسلحة التي أسفرت عن مقتل وجرح المئات أعلنت الهند في 4 ديسمبر حالة الطوارئ في عدد من مطاراتها الدولية تخوفا من وقوع هجمات إرهابية على عدد من مطاراتها الحيوية حيث تم تشديد اجاءات الأمن.

## توتر مع باكستان
بعد الهجمات أعلنت السلطات الهندية أن جميع المتورطين في تنفيذ الهجمات أتوا من باكستان المجاورة كما خططوا لها في باكستان. ماتسبب في زيادة توتر للعلاقات المتوترة أساسا بين الدولتين.
وكانت باكستان قد اعتقلت بعد ضغوط هندية نحو 16 شخصا مقربين من حركة «جيش محمد» وكذلك من حركة «لشكر طيبة» الباكستانية المحظورة التي تتهمها الهند بتدبير وتنفيذ اعتداءات مومباي، ومن بينهم شخص يشتبه بأنه من المخططين الرئيسين للهجمات.
وكانت نيودلهي قد سلمت باكستان لائحة بأسماء تقول السلطات الهندية أنهم متورطين في الهجمات التي قضى فيها أكثر من 170 شخصا، إلا أن وزير الخارجية الباكستاني الذي قبضت سلطات بلاده على المتهمين قال أن التحقيقات تتم من جانب باكستان رافضا تسليم المتهمين أو محاكمتهم في الهند.
يذكر أن الهند هددت باتخاذ اجراءات لم تحددها في حال رفضت باكستان تسليم المتهمين إليها. في حين أكدت باكستان على لسان وزير خارجيتها «إننا لا نريد الحرب، لكننا مستعدون تمامًا في حال فُرضت علينا».
معلوم أن الهند وباكستان سبق لهما أن خاضتا 3 حروب منذ الاستقلال، منها حربان حول إقليم كشمير. والبلدان هما عضو في نادي الدول التي تمتلك أسلحة نووية.